# 삼현철강
삼현철강은 경상남도 창원시 의창구 팔용동에 본사를 둔 철강재 기업이다.

## 역사
1978년 삼현철강상사란 이름으로 설립되었으며 2001년 1월 코스닥 시장에 상장하였다.
2002년 전 대표이사가 허위 대량매수 주문을 내 주가조작혐의로 구속된 적이 있다

## 같이 보기
- 현대제철
- 대한제강